# Siretu (Letea Veche), Bacău
Siretu (în trecut, Fundu lui Bogdan) este un sat în comuna Letea Veche din județul Bacău, Moldova, România.